# Arrondissement de Poméranie-Occidentale-Greifswald
L'arrondissement de Poméranie-Occidentale-Greifswald (Landkreis Vorpommern-Greifswald en allemand) est un nouvel arrondissement (Landkreis) du Mecklembourg-Poméranie-Occidentale créé le 4 septembre 2011, au nord-est de l'Allemagne. Son chef-lieu est la ville de Greifswald. Sa population était de 235 451 habitants au 31 décembre 2021.

## Villes, communes et communautés d'administration
(nombre d'habitants le 31 décembre 2010)
Communes autonomes (Amtsfreie Gemeinde) :
1. Anklam, ville hanséatique (Hansestadt) (13 433)
2. Greifswald, ville de la Hanse (54 610)
3. Heringsdorf (9 363)
4. Pasewalk, ville * (11 319)
5. Strasburg (Uckermark), ville (5 424)
6. Ueckermünde, ville (9 984)

Cantons (Amt) et communes rattachées
* Sièges des cantons
| - 1. Amt Am Peenestrom 1. Buggenhagen (277) 2. Krummin (248) 3. Lassan, ville (1 597) 4. Lütow (391) 5. Sauzin (407) 6. Wolgast, ville (11 940) * 7. Zemitz (821) - 2. Amt Am Stettiner Haff 1. Ahlbeck (677) 2. Altwarp (535) 3. Eggesin, ville * (5 198) 4. Grambin (452) 5. Hintersee (349) 6. Leopoldshagen (747) 7. Liepgarten (808) 8. Lübs (391) 9. Luckow (651) 10. Meiersberg (445) 11. Mönkebude (769) 12. Vogelsang-Warsin (369) - 3. Amt Anklam-Land 1. Bargischow (355) 2. Blesewitz (268) 3. Boldekow (534) 4. Bugewitz (303) 5. Butzow (449) 6. Ducherow (2 589) 7. Iven (197) 8. Krien (726) 9. Krusenfelde (189) 10. Medow (604) 11. Neetzow (622) 12. Neu Kosenow (585) 13. Neuenkirchen (286) 14. Postlow (360) 15. Rossin (158) 16. Sarnow (462) 17. Spantekow (1 113) * 18. Stolpe an der Peene (348) | - 4. Amt Jarmen-Tutow 1. Alt Tellin (447) 2. Bentzin (935) 3. Daberkow (370) 4. Jarmen, ville * (3 202) 5. Kruckow (654) 6. Tutow (1 233) 7. Völschow (494) - 5. Amt Landhagen 1. Behrenhoff (769) 2. Dargelin (384) 3. Dersekow (1 072) 4. Diedrichshagen (492) 5. Hinrichshagen (820) 6. Levenhagen (390) 7. Mesekenhagen (1 034) 8. Neuenkirchen (2 293) * 9. Wackerow (1 414) 10. Weitenhagen (1 533) - 6. Amt Löcknitz-Penkun 1. Bergholz (387) 2. Blankensee (543) 3. Boock (603) 4. Glasow (170) 5. Grambow (980) 6. Krackow (724) 7. Löcknitz * (3 021) 8. Nadrensee (363) 9. Penkun, ville (1 953) 10. Plöwen (307) 11. Ramin (713) 12. Rossow (462) 13. Rothenklempenow (659) - 7. Amt Lubmin 1. Brünzow (660) 2. Hanshagen (928) 3. Katzow (631) 4. Kemnitz (1 146) 5. Kröslin (1 811) 6. Loissin (856) 7. Lubmin (2 041) * 8. Neu Boltenhagen (653) 9. Rubenow (831) 10. Wusterhusen (1 231) - 8. Amt Peenetal/Loitz 1. Görmin (974) 2. Loitz, ville * (4 204) 3. Sassen-Trantow (921) - 9. Amt Torgelow-Ferdinandshof 1. Altwigshagen (361) 2. Ferdinandshof (2 855) 3. Hammer a. d. Uecker (500) 4. Heinrichswalde (452) 5. Rothemühl (319) 6. Torgelow, ville * (9 268) 7. Wilhelmsburg (845) | - 10. Amt Uecker-Randow-Tal (Siège : Pasewalk) 1. Brietzig (201) 2. Fahrenwalde (355) 3. Groß Luckow (194) 4. Jatznick (1 875) 5. Koblentz (236) 6. Krugsdorf (421) 7. Nieden (178) 8. Papendorf (246) 9. Polzow (244) 10. Rollwitz (639) 11. Schönwalde (481) 12. Viereck (1 320) 13. Zerrenthin (482) - 11. Amt Usedom-Nord 1. Karlshagen (3 145) 2. Mölschow (808) 3. Peenemünde (326) 4. Trassenheide (947) 5. Zinnowitz (3 724) * - 12. Amt Usedom-Süd 1. Benz (1 013) 2. Dargen (542) 3. Garz (212) 4. Kamminke (277) 5. Korswandt (550) 6. Koserow (1 669) 7. Loddin (1 056) 8. Mellenthin (473) 9. Pudagla (435) 10. Rankwitz (634) 11. Stolpe auf Usedom (366) 12. Ückeritz (1 035) 13. Usedom, ville (1 892) * 14. Zempin (945) 15. Zirchow (597) - 13. Amt Züssow 1. Bandelin (596) 2. Gribow (187) 3. Groß Kiesow (1 403) 4. Groß Polzin (440) 5. Gützkow, ville (2 827) 6. Karlsburg (1 364) 7. Klein Bünzow (813) 8. Lühmannsdorf (704) 9. Murchin (861) 10. Rubkow (674) 11. Schmatzin (300) 12. Wrangelsburg (207) 13. Ziethen (423) 14. Züssow (1 365) * |